# الگ
شهر الگ  در بخش ونترتور در ایالت زوریخ در کشور سوئیس واقع شده‌است که ۳٬۶۰۰ نفر  جمعیت دارد.